# Mylla Karvalho
Mileide Santos Carvalho Souza (São João do Araguaia, 2 de julho de 1984), mais conhecida pelo nome artístico de Mylla Karvalho, é uma cantora e bispa brasileira. Ela iniciou sua carreira profissional em 2001, quando formou ao lado do irmão a banda Quiss, no ano seguinte foi convidada para integrar os vocais da banda Companhia do Calypso, onde atuou por cinco anos e gravou um álbum de estúdio, seis álbuns ao vivo e três álbuns de vídeo, ganhando visibilidade nacional, passando a se apresentar em grandes cidades do país e vendendo ao todo, mais de 2 milhões de discos. No ano de 2008, anunciou seu desligamento do projeto, pois, segundo ela, seu trabalho profissional tornou-se incompatível a sua conversão religiosa ao protestantismo neopentecostal.
Em 2008, Karvalho anunciou que passaria a se dedicar à gravar apenas canções com letras de temática cristã, porém, no mesmo ritmo que a tornou conhecida, o calypso. Em 2009, um ano após a sua saída da Companhia, foi lançado seu álbum de estréia solo, Ofertar, gravado ao vivo. No ano seguinte, é liberado seu segundo álbum, Abalou e em 2012 o terceiro, intitulado Minha Vida. O primeiro álbum de vídeo de sua carreira solo, foi gravado em 29 de março de 2013 em Palmas, Tocantins, sendo lançado no ano seguinte. Em 2017, lança Fantástico Amor, seu quinto disco solo.

## Biografia
Mileide Santos Carvalho Souza nasceu em 2 de julho de 1984 na cidade de São João do Araguaia, no sudeste do estado do Pará, indo morar a partir do primeiro ano de idade em Marabá, no mesmo estado. Karvalho é a terceira de cinco filhos de Maria Natividade dos Santos Carvalho e Doney Carvalho Souza. Ela começou a se interessar pela música ainda na infância, pois seu pai era músico e ela convivia com o instrumentos musicais e o canto de forma muito próxima. Aos 13 anos, ela começou a cantar profissionalmente com seu pai em em festas de aniversário, serestas e confraternizações pelo Pará.

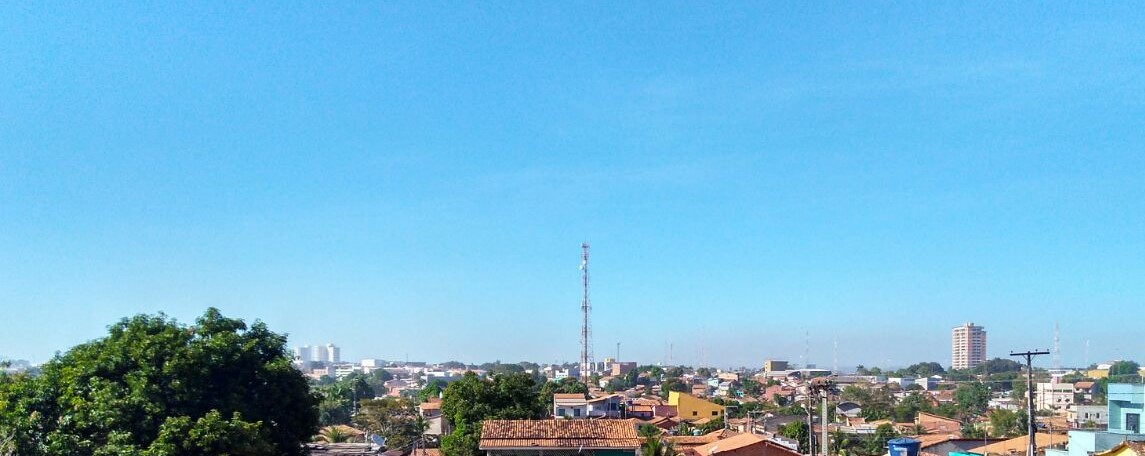
Marabá, município do Pará, onde Karvalho foi criada.

Em 2000, veio a formar a Banda Quiss, com seu irmão mais velho, Milson, que atuava ao seu lado na banda como tecladista. A partir disso, Karvalho teve a oportunidade de realizar diversas apresentações pelo Pará. Em 2001, ela e Milson, saíram de Marabá para Belém, na intenção de procurar produtores que pudessem produzir e gravar o primeiro disco da banda. Após chegarem em Belém e conseguirem gravar o projeto a dupla tinha a intenção de retornar a Marabá, porém, durante o retorno — mais precisamente em uma balsa — Karvalho avistou um ônibus da cantora conterrânea Lenne Bandeira, que vinha explodindo nas rádios do Norte do país naquela época. De imediato, Karvalho e Milson foram falar com Bandeira, na esperança de que ela os atendesse e lá foram eles. Milson e Karvalho contaram suas histórias e a suas tentativas de conquistarem o sucesso a Bandeira que se comoveu com a força de vontade e o talento dos irmãos, se colocando a disposição para ajudá-los e os levando para serem empresariados por seu escritório, a Bandeira's Produções Artísticas. Em 2001, a Quiss lançou seu primeiro álbum de estúdio, ganhando reconhecimento expressivo pelo Pará, devido ao sucesso das canções "Itamaraty" e "Brega Sensual".

## Carreira

### 2002–08: Carreira com a Companhia do Calypso

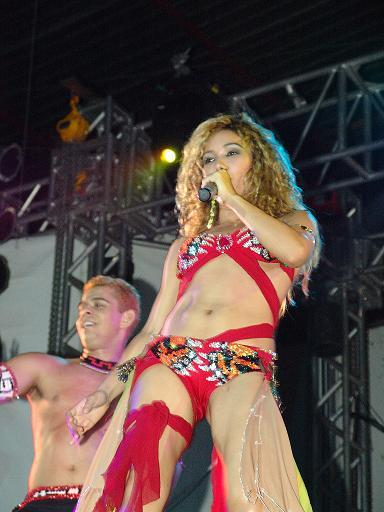
Karvalho em um show da Companhia do Calypso, em 2006

Em agosto de 2002, Bandeira recebeu um convite do experiente produtor musical e empresário pernambucano Ari Karvalho, para fazer parte de uma nova banda de calypso — ritmo paraense derivado do brega e do calipso caribenho que vinha conquistando o Norte e Nordeste do Brasil — logo convidou Karvalho a se juntar a ela nos vocais do projeto, posteriormente nomeado Companhia do Calypso. O cantor Robertinho do Pará, em seguida complementou a formação do grupo e logo deram início à gravação de seu álbum de estreia, Ao Vivo, lançado pela gravadora Som Livre em dezembro de 2002. O projeto vendeu mais de 130 mil cópias. Depois de alguns meses a Companhia do Calypso iniciou a gravação do seu segundo álbum, Volume 2 - Ao Vivo em Marabá, que ficou marcado pelo sucesso de "Se Mancol", single interpretado por Karvalho, que alcançou enorme popularidade e impulsionou as vendas do álbum. A banda, em seguida, iniciou sua primeira turnê por toda a região Nordeste e Norte do Brasil, gravando em 29 de maio de 2004, durante uma apresentação no Cordeiro na cidade de Recife, o primeiro trabalho audiovisual do grupo, para cerca de 28 mil pessoas. Nomeado Ao Vivo em Recife, o projeto foi lançado em CD e DVD em novembro do mesmo ano. Após o lançamento desse trabalho, começaram a se expandir para todo o Brasil e se apresentar em programas de televisão nacionais. Bordões como "Alguém me Segure" e "Ao Vivo" também tornaram-se marcas registradas de Karvalho e ganharam popularidade entre o público.
Em 21 de maio de 2005 é liberado o terceiro álbum ao vivo do grupo e o quarto no geral, nomeado Vol. 3: Ao Vivo. O trabalho ficou marcado pelo sucesso do single, "Tchic Bum", que explodiu nas rádios e tornou-se a música de maior repercussão no álbum, tornando-se a canção assinatura da banda. Com cerca de 1 milhão de reais em investimento gravam em 17 de dezembro, no Goiânia Park Show, em Goiânia, Goiás, para um público superior a 70 mil pessoas, o segundo DVD da Companhia do Calypso, Ao Vivo em Goiânia. O projeto vendeu mais de 200 mil cópias em pouco meses após ser lançado. No início de 2006, Robertinho do Pará anuncia seu desligamento da banda e foi substituído pelo cantor Charles Cill. Em 16 de dezembro, chega às lojas Volume 6, o sexto álbum de carreira do grupo, com 17 faixas inéditas, sendo o último trabalho de Bandeira na banda. "Tum Tarará", primeiro single liberado, obteve um enorme destaque nas rádios.

"No palco eu era feliz, mas quando eu saia, eu era vazia, triste."

— Karvalho justificando sua saída da Companhia do Calypso.
Em junho de 2007, após quatro anos a frente dos vocais da Companhia, Bandeira anunciou seu desligamento do grupo, para dedicar-se a outros projetos profissionais. Karvalho e Cill ganharam outros dois parceiros na formação, Alan Clistenes e Simara Pires, conhecida pelo seu trabalho na banda de forró Limão com Mel. Após isso, em 20 de dezembro, é lançando o álbum Companhia, com cinco singles oficiais liberados a partir da obra, "É Fogo", "No MSN", "Bobo Apaixonado", "Zac Zum" e "Carro de Apaixonado", maior sucesso do álbum, que serviram como base para o repertório do terceiro DVD da banda, gravado durante a madrugada de 31 de dezembro de 2007 em Teresina, Piauí. Em março de 2008, Karvalho anunciou que estava deixado a banda, porém, ela negou desavenças com empresários ou algum membro da banda, segundo ela, sua continuidade no projeto ia contra os princípios da sua nova religião e por conta dessa incompatibilidade ela decidiu abandonar a carreira na música secular para dedicar-se integralmente a religião evangélica. Devido a sua saída, o terceiro DVD da Companhia, Ao Vivo em Teresina, foi reeditado para corte de algumas músicas interpretadas por ela. Junto a banda, Karvalho vendeu em torno de 2 milhões de cópias entre todo o material.

### 2008–presente: Carreira solo
Após sair da Companhia do Calypso, para dedicar-se exclusivamente a vida religiosa, em 2008, Mylla anunciou que passaria a se dedicar suas atividades como cantora apenas à gravação de canções com letras de temática cristã, porém no mesmo ritmo que a tornou conhecida o calypso. Rm 11 de abril de 2009 lança seu álbum de estréia em carreira solo na música gospel, de forma independente, intitulado Ofertar, cujo irmão Milson Karvalho é autor e produtor de todas as faixas da obra. Liricamente as canções traduzem bem a fundo a oferta de sua vida a Deus. Em 2 de abril de 2010, ela liberou seu segundo disco, intitulado como Abalou, de forma independente. Nesse trabalho, Karvalho gravou pela primeira vez uma música de sua própria autoria, "Coração puro". O sentido lírico do título do álbum, retrata o impacto que Jesus está trazendo aos corações; "Ele está reafirmando em nossos corações as suas promessas, abalando as estruturas", explicou a cantora. O single de mesmo nome, "Abalou", retrata o "impacto aos corações ao dizer que as promessas de Deus para nós serão cumpridas".
Em 7 de abril de 2012, é lançado seu terceiro álbum em carreira solo, Minha Vida. O repertório conta com 12 faixas, que variam do estilo de adoração ao gênero paraense, calypso. Neste disco, a cantora inova mais uma vez, trazendo ritmos como o zouk, um gênero totalmente inédito no meio evangélico. Karvalho é a primeira cantora gospel a lançar uma música neste estilo. Ela também apareceu no artigo Evangélicos - A fé que seduz o Brasil da Revista de História da Biblioteca Nacional, sendo citada pela repórter Alice Melo "como a primeira pessoa a adaptar a batida regional (calipso paraense) à música gospel, e que rapidamente conquistou uma legião de fãs". Em 29 de março de 2013, grava seu primeiro DVD no Centro de Convenções Parque do Povo em Palmas, Tocantins.
Em 2 de abril de 2014, é lançado seu primeiro álbum ao vivo, intitulado Jesus é Nota 1000, o lançamento ocorreu no Congresso do Diante do Trono da banda Diante do Trono. Em 18 de agosto de 2017, Karvalho lança seu quinto álbum solo sendo o primeiro gravado totalmente em estúdio, intitulado Fantástico Amor.[carece de fontes?] O projeto conta com as participações da cantora Ana Nóbrega nas faixas "Bem-Vindo" e da vocalista da banda Diante do Trono, Ana Paula Valadão, na faixa-título "Fantástico Amor". O repertório mescla canções de arranjos pop e influências do calypso. Para a divulgação do projeto, Karvalho liberou dois singles; "Fantástico Amor", colaboração com Valadão e "Marcha na Cidade", divulgado em 16 de agosto, três dias antes do lançamento do álbum.

## Vida pessoal
Aos seis anos de idade, Karvalho passou a frequentar a religião evangélica, por influência de uma prima que frequentava a igreja e decidiu converter-se, só que devido a idade, o fato da religião naquele momento não a influenciou a desistir de seguir uma carreira secular. Aos 12 anos ela se afastou da igreja, pois tinha um sonho de conquistar a fama. No começo do ano 2007, durante suas férias que passava em casa com sua família, após muitas insistências do seu irmão, Milson Carvalho, ela foi convidada e convencida por ele a participar do chamado Encontro Com Deus, em uma chácara, a partir dali decidiu voltar a seguir sua antiga religião e abandonar seu trabalho musical na Companhia do Calypso. A cantora também revelou que aparentava uma felicidade momentânea enquanto estava nos palcos, durante as apresentações da banda, mais que internamente sentia-se infeliz e incompleta, e isso foi mudado segundo a cantora após se "encontrar" com Deus. Perguntada em entrevistas se arrepende-se de algo, Mylla afirma arrepender-se "de tudo o que fiz que entristeceu a Deus". A cantora foi batizada nas águas do Rio Jordão em Israel, no ano de 2008. Em 2013, foi elevada a condição de bispa. Em 14 de fevereiro de 2011, casou-se com o Pr. Danilo de Souza em Palmas no estado do Tocantins, onde mora desde então. Em 7 de setembro de 2014, da a luz ao seu primeiro filho, Davih Lucca fruto de seu casamento. Em 7 de setembro de 2018, anunciou o nascimento seu segundo filho Daniel, através de sua conta no Instagram.

## Discografia

### Álbuns de estúdio
| Álbum           | Detalhes                                                                                             |
| --------------- | --- |
| Ofertar Ao Vivo | - Lançamento: 11 de abril de 2009 - Formatos: CD, download digital - Gravadora: Independente         |
| Abalou Ao Vivo  | - Lançamento: 2 de abril de 2010 - Formatos: CD, download digital - Gravadora: Independente          |
| Minha Vida      | - Lançamento: 7 de abril de 2012 - Formatos: CD, download digital - Gravadora: Independente          |
| Fantástico Amor | - Lançamento: 18 de agosto de 2017 - Formatos: Download digital, streaming - Gravadora: Independente |

### Álbum ao vivo
| Álbum             | Detalhes                                                                                     |
| ----------------- | -------------------------------------------------------------------------------------------- |
| Jesus é Nota 1000 | - Lançamento: 22 de abril de 2014 - Formatos: CD, download digital - Gravadora: Independente |

### Álbum de vídeo
| Álbum             | Detalhes                                                                    |
| ----------------- | --------------------------------------------------------------------------- |
| Jesus é Nota 1000 | - Lançamento: 22 de abril de 2014 - Formatos: DVD - Gravadora: Independente |

### Singles
Como artista principal
| Título                                                     | Ano  | Álbum           |
| ---------------------------------------------------------- | ---- | --------------- |
| "Ofertar"                                                  | 2009 | Ofertar Ao Vivo |
| "Te Escolhi"                                               | 2009 | Ofertar Ao Vivo |
| "Abalou"                                                   | 2010 | Abalou Ao Vivo  |
| "Não Há Limites"                                           | 2010 | Abalou Ao Vivo  |
| "Minha Vida"                                               | 2012 | Minha Vida      |
| "Fantástico Amor" (Mylla Karvalho part. Ana Paula Valadão) | 2017 | Fantástico Amor |
| "Bem Vindo"                                                | 2017 | Fantástico Amor |
| "Marcha na Cidade"                                         | 2019 | Fantástico Amor |

Como artista convidada
| Título                                                         | Ano  | Álbum            |
| -------------------------------------------------------------- | ---- | ---------------- |
| "Nele Posso Confiar" (Robertinho do Pará part. Mylla Karvalho) | 2009 | Arrebatado Serei |

### Videoclipes
| Título             | Ano  | Álbum             |
| ------------------ | ---- | ----------------- |
| "Abalou"           | 2010 | Christian Valente |
| "Não Há Limites"   | 2010 | Christian Valente |
| "Minha Vida"       | 2013 | Alex Barros       |
| "Deus da Cura"     | 2013 | Alex Barros       |
| "Bem Vindo"        | 2017 | Alex Barros       |
| "Marcha na Cidade" | 2019 | Alex Barros       |